# Tarachodes brevipennis
Tarachodes brevipennis är en bönsyrseart som beskrevs av Werner 1915. Tarachodes brevipennis ingår i släktet Tarachodes och familjen Tarachodidae. Inga underarter finns listade i Catalogue of Life.